# Marija Kumičić
Marija Kumičić (Varaždin, 11. prosinca 1863. – Zagreb, 22. veljače 1945.), bila je hrvatska književnica, prevoditeljica, novinarka, publicistica, društvena i kulturna djelatnica te dobrotvorka. Bila je jednom od prvih hrvatskih žena novinarki.

## Životopis
Marija Kumičić rodila se je u Varaždinu 1863. godine u obitelji Gjure i Ane (rođ. Horvat) Maršića. Gjuro Maršić bio je ugledni varaždinski posjednik i građanin kojega se je smatralo tada vođom pristaša Stranke prava u Varaždinu i njegova kuća bila je jednom od stjecišta prvaka Stranke prava iz Varaždina i okolice te i iz Zagreba. U svojim sjećanjima na djetinjstvo Marija Kumičić zapisala je o Varaždinu 1880-ih, kako je tada bio "nepredobiva hrvatska tvrđava". Djetinjstvo je provela u rodnome Varaždinu. Višu djevojačku školu završila je u Varaždinu 1878. godine, u samostanu kod uršulinki. Bila je supruga hrvatskoga književnika i političara Eugena Kumičića kojega je upoznala 1882. godine, prigodom proslave 20. obljetnice pjevačkoga društva Kolo, u Maksimiru. Vjenčali su se 29. rujna 1882. godine, u Varaždinu. Eugen i Marija Kumičić imali su dva sina, Tomu (1885. – 1940.) i Gjuru (Juricu) (1887. – 1975.). Uz supruga Eugena počela se baviti politikom i sudjelovala je tadašnjem političkom životu. Bila je članicom Stranke prava i "gorljivi" pristaša Ante Starčevića. Nakon što joj je umro suprug Eugen, 1904. godine, nastavila je s političkom djelatnošću no posvetila se je više karitativnomu i socijalnomu radu te brizi o njegovoj književnoj ostavštini, polemizirajući s kritičarima. Braneći suprugovo djelo Kraljica Lepa: ili propast kraljeva hrvatske krvi bila je vrstna i žestoka polemičarka. Ostala je u uskoj vezi s Josipom Frankom i pomagala mu a kada je došlo do raskola u Čistoj stranci prava, 1908. godine, podržala je njegovu stranu. ↓1
Za vrijeme Prvoga svjetskoga rata zbrinjavala je ratnu siročad po Bosni i Dalmaciji gradeći skloništa za njih.

### Društvena djelatnost
U svojoj društvenoj djelatnosti Marija Kumičić zalagala se je za društveno organiziranje žena i njihovu što veću uključenost u javni život te poglavito prosvjetno i socijalno uzdizanje žena pritom slijedivši "političku liniju frankovačke ↓2 struje koja je uvijek naglašavala važnost odanosti hrvatskoj naciji". Njezinom zaslugom osnovan je gospojinski zbor Hrvatskoga tipografskoga društva Sloga. Marija Kumičić bila je predsjednicom društva Tomislav i počasnom članicom hrvatskoga pjevačkoga društva Hrvoj, članicom hrvatskoga društva Napredak, članicom Hrvatskoga pjevačkoga društva Zvonimir i aktivnom članicom ženskog društva Katarina Zrinjska. Marija Kumičić bila je inicijatoricom osnivanja i Društva hrvatskih književnica.

#### DruštvoHrvatska žena
Marija Kumičić osnovala je 1921. godine narodno i prosvjetno društvo Hrvatska žena. Društvo Hrvatska žena osnovano je 21. svibnja 1921. godine, a prva predsjednica društva (1921. – 1926.) bila je Zora pl. Trnski (kći književnika Ivana pl. Trnskoga), potpredsjednice bile su Ivka barunica Ožegović i Marija Kumičić, tajnica Slava Fürst a blagajnica Olga Barić. Nakon toga podružnice Hrvatske žene otvarane su u Petrinji (srpanj, 1921.), Osijeku (srpanj, 1921.), Požegi (1921.), Karlovcu (rujan 1921.), Jastrebarskom (1922.), Sisku, Daruvaru, Brodu na Savi, Gospiću, Ogulinu, Vukovaru i drugim hrvatskim gradovima. Društvo je izdavalo i časopis za ženski svijet Naša žena (1935. – 1938.) koji je uređivala članica društva dr. Zdenka Smrekar. U Bosni i Hercegovini među hrvatskim življem također osnivane su podružnice društva Hrvatska žena (Tuzla, Derventa, Doboj i inima) a Jagoda Truhelka osnovala je Hrvatsku ženu 1922. godine u Sarajevu. Nekoliko godina nakon toga, 27. siječnja 1929. godine, utemeljeno je prvo društvo Hrvatska žena u Sjedinjenim Američkim Državama, Društvo "Hrvatska žena, Grana br. 1 – Chicago".
Zauzimanjem Marije Kumičić postavljen je kip svećenika Frane Bulića na Marulićevom trgu u Zagrebu, 1935. godine. Društvo Hrvatska žena podiglo je i spomenike te postavilo spomen-ploče zaslužnim hrvatskim velikanima kao što su: spomenik Prosinačkim žrtvama (30. listopada 1932. godine na Mirogoju), spomenik Dragutinu Domjaniću (23. svibnja 1936. godine na Tuškancu), spomenik Eugenu Kumičiću (17. listopada 1937. godine ispred zgrade srednjih škola na tadašnjem Wilsonovom, danas Rooseveltovom trgu), a svojim prilozima pomoglo je u podizanju spomenika kralju Tomislavu ↓3, Antunu Mihanoviću, Stjepanu Radiću i inima.
Tijekom svoje djelatnosti Marija Kumičić bila je praćena od starojugoslavenske policije a pisma su joj bila zaustavljana i zadržavana.
Društvo Hrvatska žena u svim gradovima je zbog svoga izrazitoga domoljublja bilo kažnjavano i zabranjivano a konačni slom i završetak rada bio je u vrijeme Nezavisne Države Hrvatske. Po Zakonskoj odredbi o imovini raspuštenih i preustrojenih društava (N.N., 5. svibnja 1943. godine) društvu Hrvatska žena bile su oduzete prostorije u Zagrebu, u Patačićkinoj ulici br. 1a, i nakon toga Odbor matice društva odlučio se je na likvidaciju (ukinuće društva). ↓4

### Starčevićev dom, NDH i smrt
Marija Kumičić njegovala je Oca Domovine Antu Starčevića tijekom razdoblja njegove bolesti i sve do njegove smrti 28. veljače 1896. godine. Zajedno sa suprugom Eugenom bdjela je uz bolesničku postelju Staroga i zabilježila je kako su izgledali njegovi posljednji dani. Nakon smrti Ante Starčevića Starčevićev dom bio je ustrojen kao dioničko društvo a kada se je pojavio problem upravljanja zgradom Marija Kumičić preuzela je to na sebe te je od 1905. godine bila dugogodišnjom upraviteljicom Starčevićeva doma.
U Starčevićevom domu, u stanu na drugome katu, jedno vrijeme nakon povratka sa studija u Beču i Parizu od 1922. godine do smrti 1928. godine, zajedno s roditeljima živio je blaženi Ivan Merz. Marija Kumičić napisala je (1942. godine) svjedočanstvo o njegovome svetačkome životu i to je svjedočanstvo poslužilo u postupku proglašenja Ivana Merza blaženim.
Nakon uspostave Nezavisne Države Hrvatske odlukom "(...) državnog vrha pokrenuto je ukidanje Starčevićeva doma d.d. uz poglavnikovo obrazloženje da su u njemu prevladali oni koji su u prikupljanju dionica “vidjeli unosan posao vlastitog obogaćivanja”, što nije odgovaralo “duhu novog poretka”". Postavljeni su povjerenici zbog provedbe preuzimanja Doma i njegova stavljanja na raspolaganje Ustaškom pokretu. Bili su to ustaški stožernik Mirko Jerec i Poglavnikov povjerenik Leonardo Grivičić koji su 30. travnja 1941. godine posjetili Mariju Kumičić, pokazujući joj rješenje s potpisom Lovre Sušića, ministra narodnoga gospodarstva. Nakon posjeta i razgovora s poglavnikom Antom Pavelićem koji je potvrdio odluku o njezinu iseljenju iz Doma ona je to doživjela kao prisilni izgon. Marija Kumičić preselila se je početkom lipnja iste godine, zajedno sa sinom Gjurom, u stan na Trgu kralja Tomislava koji je bio u vlasništvu Hrvatske akademije znanosti i umjetnosti i za njega plaćala je najam. Nakon toga povukla se je iz javnoga rada 30. travnja, na “dan mučeničke smrti Petra Zrinskog i Frana Krste Frankopana”,  uz objašnjenje da je u  “visokim godinama” objavivši tu svoju odluku u tisku. No, ipak, povremeno se je javljala svojim prilozima u novinama a držala je i predavanja otvorena za javnost.
Umrla je u Zagrebu 1945. godine. Pokopana je u obiteljskoj grobnici na zagrebačkome groblju Mirogoju.

## Književno stvaralaštvo
Još tijekom školovanja počela se baviti pjesništvom pokrenuvši sa svojim školskim kolegicama "literarni klub". Kasnije objavljivala je i pod pseudonimima: E., E-a, E-a Kumičić, Marija Jurjevna, Enjuška, Enjuškina i Marija Fortuna. Surađivala je u časopisima i listovima kao što su: Iskra, Katolička Dalmacija, Hrvatska, Hrvatsko pravo, Hrvatska Kruna, Novi viek, Prosvjeta i inima.
»Njezine pjesme, spomenarskoga stila i autobiografskih značajka, uglavnom na tragu sentimentalne preporodne lirike i patetičnoga zanosa, skupljene u zbirkama Pjesme (1903), Zadnje ruže (1913) i Pjesmom kroz život (1940), posvećene su domovini i zavičaju, znamenitim Hrvatima, ljepotama prirode, moralnim vrjednotama te uspomeni na supruga. (...) u proznim djelima poučava hrvatsku mladež, promiče ljubav prema domovini, djelatan i ćudoredan život (Put k pravoj sreći, 1909) te osobne odgojne i domoljubno-političke ideale (Valovi čuvstava, 1911; prvotno u Domaćem ognjištu, 1910–11).«
Uređivala je književni prilog "Zora" u časopisu Hrvatski modni list. Po romanu svojega supruga Eugena Kumičića Kraljica Lepa: ili propast kraljeva hrvatske krvi napisala je zajedno s Milanom Ogrizovićem 1905. godine dramatizaciju Propast kraljeva hrvatske krvi: historijska drama u pet činova. Praizvedba predstave bila je 16. veljače 1905. godine u zagrebačkome HNK.
Prevodila je s njemačkoga i francuskoga jezika. Objavljivala je prijevode francuske literature u Domu i svijetu.
Njezina knjiga Nova zagrebačka kuharica bila je velika uspješnica i tiskana je u više izdanja u nakladničkoj kući Kugli, te poslije i ponovljenih izdanja i prijetisaka.

## Djela
- Nova zagrebačka kuharica: praktični naputak za kuhanje, pečenje i ukuhavanje: podpuna sbirka najboljih propisa za domaćice i kuharice po Katarini Prato, Saint-Hylaire i drugima i s obzirom na narodna jela / sastavila Marija Kumičić, Knjižara Kugli i Deutsch u Zagrebu, 1888. (2. izpravljeno i pomnoženo izd., 1891.; 3. izpravljeno i pomnoženo izd.; 4. izpravljeno i pomnoženo izd.; izdanja Golden marketing-Tehnička knjiga, 1995., 2005.[27])
- Za spomenar: mudre izreke iz naše književnosti / pribrala Marija Kumičić, Tisak i naklada knjižare L. Hartmana (Kugli i Deutsch), Zagreb, 1896.
- Pjesme: spjevala Marija Kumičić (Enjuškinja), Komisijonalna naklada L. Hartmana (Stjep. Kugli), Zagreb, 1903.[28]
- Žensko pitanje, Hrvatska pučka knjižica, svezak 1, Hrvatska Čitaonica u Zagrebu (Starčevićev dom), Zagreb, 1903.
- Put k pravoj sreći: iz ljubavi za hrvatsku seljačku mladež, St. Kugli, Zagreb, 1909.
- Valovi čuvstava: pripovijest / napisala Marija Kumičić (Enjuškina), Tiskom Pučke tiskare (E. Demetrović i drug), Zagreb, 1911.
- Zadnje ruže / spjevala Marija Kumičić, Komisijonalna naklada J. Sokol, Zagreb, 1913.
- Govor u spomen stogodišnjice rodjenja dra. Ante Starčevića 23. V. 1923.: na svečanom sielu društva "Hrvatska žena" izrekla Marija Kumičić, Nakladom Društva Hrvatska žena,  Zagreb, 1923.
- Književno cvijeće, Društvo Hrvatska žena, Zagreb, 1929.
- Don Frane Bulić: prigodom otkrića spomenika 28. VII. [ i. e. 15. IX] 1935., Društvo Hrvatska žena, Zagreb, 1935.
- Pjesmom kroz život: (daleka sjećanja): zbirka pjesama, Matica društva Hrvatska žena, [Zagreb], 1940.
- Komemorativni govor u spomen 45. obljetnice smrti Oca Domovine dra Ante Starčevića / održala Marija Kumičić na svečanoj matineji Društva "Hrvatska žena", Naklada "Hrvatske žene", Zagreb, 1941.

### Posmrtno
- Valovi čuvstava, Knjižnica Trnovačka Ruža, knjiga dvadeseta, Ognjište nakladna zadruga, Zagreb, 2012.
- Zlatotvorno selo: istinita pučka pripovijetka, Hrvatska domoljubna knjižnica, knjiga šesta, Ognjište nakladna zadruga, Zagreb, 2013.[29] (prijevod i prilagodba djela Das Goldmacherdorf Heinricha Zschokkea)